# Elektronenpaar
Met de term elektronenpaar wordt meestal verwezen naar een paar elektronen in de buitenste schil van een atoom dat niet voor een valentiebinding gebruikt wordt. Deze elektronenparen horen bij het betreffende atoom, maar kunnen een tijdelijke band met een ander deeltje vormen. In dat laatste verband wordt ook vaak gesproken van een vrij elektronenpaar. Het tegengestelde van een elektronenpaar is een ongepaard elektron.

## Kenmerken

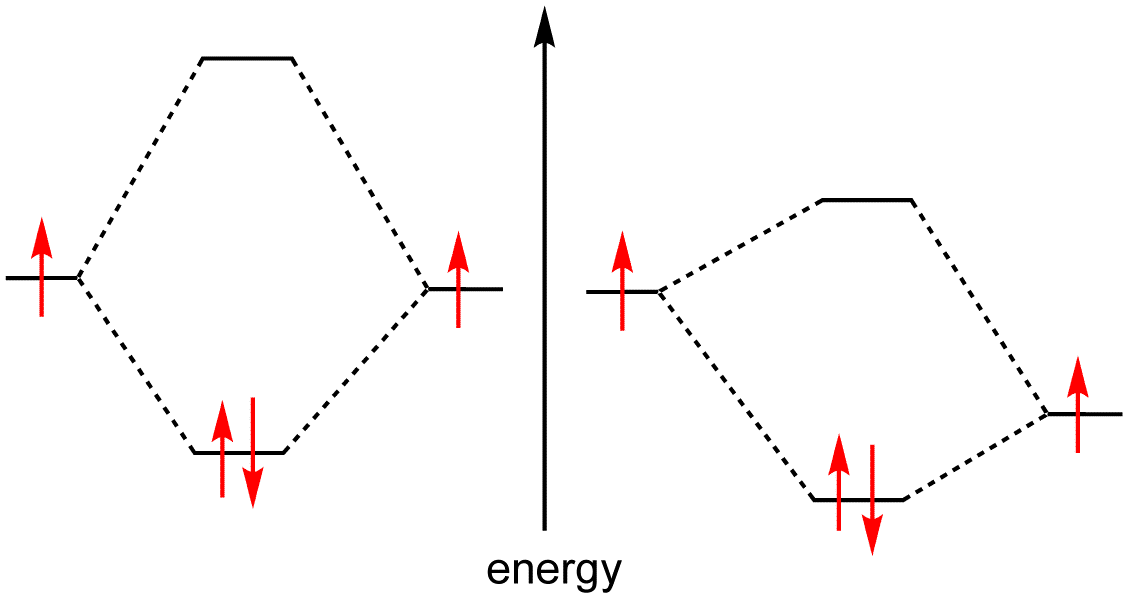
MO-diagram met een covalente binding (links) en een polaire covalente binding (rechts) in een diatomisch molecuul. In beide gevallen wordt door middel van een elektronenpaar een binding gecreëerd.

Kenmerkend aan een elektronenpaar is dat de elektronen dezelfde moleculaire orbitaal maar een tegengestelde spin hebben. Elektronen zijn fermionen, en kunnen dus volgens het uitsluitingsprincipe van Pauli niet precies dezelfde kwantumgetallen hebben. Om toch eenzelfde orbitaalkwantumgetal te hebben moeten deze elektronen daarom verschillende spinkwantumgetallen hebben. Doordat elektronen maar twee spintoestanden kennen (positief en negatief), volgt hieruit dat het aantal elektronen in dezelfde orbitaal gelijk is aan twee. Door de tegengestelde spin is de bijdrage aan het magnetisme over het algemeen diamagnetisch.

## Complexvorming
Bij de vorming van een binding met behulp van een elektronenpaar blijven de elektronen bij hun oorspronkelijke atoom horen. Ze brengen echter een (klein) deel van hun tijd door bij een ander atoom. Automatisch betekent dat dus dat er op het eigen atoom minder elektronen zijn. De overgebleven elektronen worden dus steviger vastgehouden en zijn niet meer beschikbaar. Het type verbindingen dat gevormd wordt, noemt men complexen. 
Leden van een elektronenpaar kunnen de volgende bindingen aangaan:
- Een chemische binding tussen twee atomen.
- Een vrij elektronenpaar.
- Een binding van kernelektronen, waarbij geen sprake is van een valentiebinding.

## Geschiedenis
De toepassing van het elektronenpaar in atomen en moleculen is ontwikkeld door Gilbert Lewis. De eerste opzet was op basis van het kubisch atoom met acht elektronen op de hoekpunten. Hiermee kon de drievoudige binding in ethyn niet verklaard worden. Lewis plaatste het octet elektronen in paren op de hoekpunten van een viervlak. Het koolstofatoom wordt daarbij omringd door vier elektronenparen, waarvan er drie beschikbaar zijn voor een binding met een ander koolstofatoom.